# Referéndum constitucional de Venezuela de 2009
El Referéndum constitucional de Venezuela de 2009, también llamado Referéndum Aprobatorio de la Enmienda Constitucional, fue un evento comicial que se llevó a cabo el domingo 15 de febrero de 2009 para aprobar o rechazar la enmienda de los artículos 160, 162, 174, 192 y 230 de la Constitución de la República Bolívariana de Venezuela con el fin de permitir la postulación de cualquier cargo de elección popular de manera continua. Es el sexto referéndum convocado en Venezuela desde 1999, y el cuarto relacionado con un tema constitucional. El Sí alcanzó 6.319.636 votos (54,86%) y el No 5.198.006 votos (45,13%), con el 99,75% de actas transmitidas y una abstención de 30,08%.

## Antecedentes
La Constitución venezolana vigente fue impulsada por Hugo Chávez y aprobada a través de un referéndum en 1999, pero a mediados de agosto de 2006,  Chávez mencionó la necesidad de enmendar el artículo constitucional referido al período presidencial para elevarlo, así como la posibilidad de establecer la reelección inmediata y no limitada a una oportunidad de reelección. Pero no es hasta 2007 cuando se concreta la idea y por medio de la figura Presidencial Hugo Chávez presenta un Proyecto de Reforma Constitucional en el cual se pretendían reformar además de ello, otros 68 artículos, (cerca del 10% de la constitución) sin embargo, la propuesta fue rechazada en diciembre de ese año en un referéndum constitucional por escaso margen. En esa oportunidad se pretendía modificar como parte de uno de los bloques de artículos el 230 constitucional, para ampliar de 6 a 7 años el período presidencial y también se retiraban los límites para ser reelegido.
Inmediatamente después de referéndum de 2007, un parlamentario del oficialista Partido Socialista Unido de Venezuela (PSUV) ante la Asamblea Nacional de Venezuela, Roberto Hernández, expresó que la propuesta podía ser presentada nuevamente, sólo que la iniciativa no podía partir del Presidente, pero sí del parlamento o de los ciudadanos.
Un mes después, durante un discurso a la Nación, Chávez dijo que para 2009 incluiría otra pregunta en el hipotético caso de un referendo presidencial, que según él podría plantearse de la siguiente forma: "¿Está Usted de acuerdo con realizar una enmienda a la Constitución de la República Bolivariana de Venezuela que permita la reelección continua?".
A todo esto, la oposición sostuvo que esta consulta sería ilegal, alegando que la propuesta ya había sido rechazada en el referéndum de 2007, y que no era posible presentar una reforma de la Constitución en un mismo período constitucional. Sin embargo, durante la mayor parte del 2008, el tema de la reelección se mantuvo de bajo perfil, porque se inició la discusión para las candidaturas de gobernadores y alcaldes para las elecciones regionales de ese año.
El 1 de diciembre de 2008, una semana después de las citadas elecciones regionales, Chávez propuso un referéndum con el objetivo de levantar el límite al número de reelecciones presidenciales. Una propuesta inicial del partido oficialista Patria Para Todos fue de incluir a todos los funcionarios electos fue rechazada inicialmente por Chávez.

## Fundamento constitucional
Para poder accionar el referendo en febrero de 2009, el postulante deberá cumplir con lo establecido en los artículos 340 y 341 de la constitución venezolana, una de las vías puede ser a través del 15% de las firmas de los electores inscritos ante el Consejo Nacional Electoral, mientras que el otro mecanismo pudiera ser por medio de la Asamblea Nacional de Venezuela, con el voto del 30% de los integrantes de la misma. La iniciativa presidencial que también está contemplada en la constitución venezolana, no se puede activar por haberse intentado durante un mismo período (en 2007).
El Capítulo I del Título IX de la Constitución venezolana de 1999 se refiere al procedimiento para realizar una enmienda constitucional:
- Artículo 340:

"La enmienda tiene por objeto la adición o modificación de uno o varios artículos de la Constitución, sin alterar su estructura fundamental.".

- Artículo 341:

"Las enmiendas a la Constitución se tramitarán en la forma siguiente:

1. La iniciativa podrá partir del quince por ciento de los ciudadanos y ciudadanas inscritas en el Registro Civil y Electoral; o de un treinta por ciento de los integrantes de la Asamblea Nacional o del Presidente o Presidenta de la República en Consejo de Ministros.
2. Cuando la iniciativa parta de la Asamblea Nacional, la enmienda requerirá la aprobación de ésta por la mayoría de sus integrantes y se discutirá, según el procedimiento establecido en esta Constitución para la formación de leyes.
3. El Poder Electoral someterá a referendo las enmiendas a los treinta días siguientes a su recepción formal.
4. Se considerarán aprobadas las enmiendas de acuerdo con lo establecido en esta Constitución y la ley respecto al referendo aprobatorio.

5. Las enmiendas serán numeradas consecutivamente y se publicarán a continuación de la Constitución sin alterar el texto de ésta, pero anotando al pie del artículo o artículos enmendados la referencia de número y fecha de la enmienda que lo modificó".

Primeramente se había anunciado que la iniciativa partiría de los ciudadanos, pero según Hugo Chávez el proceso sería engorroso y menos expedito, al tener que recolectar alrededor de 2.550.000 firmas, por ello se decidió que la forma más rápida debe ser a través de la Asamblea Nacional.

## Activación de la propuesta de enmienda
Siguiendo el procedimiento establecido en la constitución venezolana, el 18 de diciembre de 2008, se realiza la primera discusión en la Asamblea Nacional de Venezuela para activar el mecanismo de enmienda, contando con el respaldo de 146 diputados del PSUV y el PCV. Además el PSUV presentó como respaldo a la propuesta de la AN un total de 4.760.485 firmas.
En la segunda discusión del Proyecto en el parlamento, la propuesta fue apoyada por 156 diputados, pertenecientes al PSUV, PPT, PCV, NCR, UPV, entre otros; mientras que otros 11 diputados de Podemos y el Frente Popular Humanista la rechazaron.

## Pregunta para el referendo
"¿Aprueba usted la enmienda de los artículos 160, 162, 174, 192 y 230 de la Constitución de la República, tramitada por la Asamblea Nacional, que amplía los derechos políticos del pueblo con el fin de permitir que cualquier ciudadano o ciudadana, en ejercicio de un cargo de elección popular, pueda ser sujeto de postulación como candidato o candidata para el mismo cargo por el tiempo establecido constitucionalmente dependiendo su posible elección exclusivamente del voto popular?"

- SI
- NO

## Posturas políticas

### Oficialismo

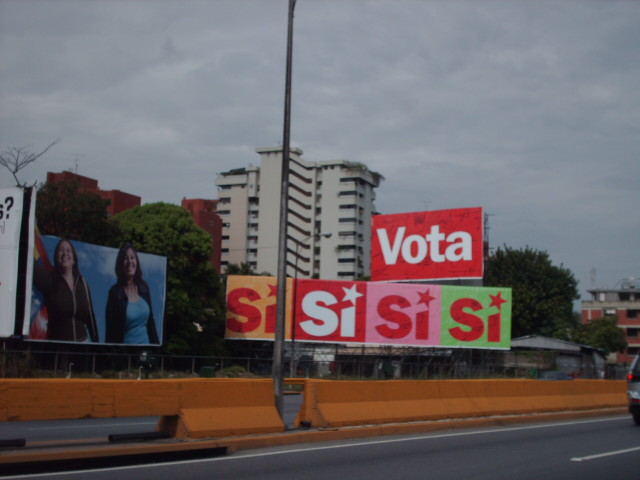
Propaganda por el Sí en Caracas.

Poco después de las elecciones regionales, el 29 de noviembre de 2008, otro miembro del partido oficialista y gobernador Tarek William Saab, señaló que impulsaría una enmienda para la reelección continua o indefinida, un día después durante un acto político en Caracas Chávez aceptó que se comenzara a trabajar para lograr la enmienda constitucional que permitiera su reelección, dijo: "Yo les doy mi autorización al Partido Socialista Unido de Venezuela y al pueblo venezolano para que inicien el debate y las acciones para lograr la enmienda constitucional y la reelección como Presidente de la República". Durante un discurso llamó a iniciar la campaña desde el primer día de diciembre y que se denominaría "Uh, Ah Chávez no se va", durante el mismo discurso dijo que "el que no está con Chávez está contra Chávez", haciendo referencia indirecta a sus socios políticos, Patria Para Todos y Partido Comunista de Venezuela, así como dar inicio inmediato a la campaña, pese a no haber sido oficializado el mecanismo ante el CNE.
Ante las críticas de la oposición sobre la presunta inconstitucionalidad de la enmienda, otro dirigente del PSUV y diputado ante la Asamblea Nacional, Carlos Escarrá, dijo que es legal porque respecto al intento de reforma de 2007, "son iniciativas totalmente distintas” Chávez también se refirió a esas críticas, señalando que no había relación entre la reforma que se pretendió en 2007 y la enmienda de 2009, "ya que era un conjunto de artículos a reformar que incluía la posibilidad de reelección sin necesidad que sea al periodo inmediato, por lo que esta nueva propuesta es algo totalmente diferente", además dijo que según la Constitución Nacional no hay límite para el número de veces que se puede presentar una propuesta de enmienda.
En enero él se decidió cambiar el nombre a Comando Simón Bolívar para agrupar los partidos que respaldan la enmienda constitucional. Entre los partidos que se encuentran en el Bloque del Sí, están el PSUV, PPT, PCV, Tupamaro, UPV, IPCN, Joven, PSOEV, NCR y MOBARE 200 4-F.

### Oposición

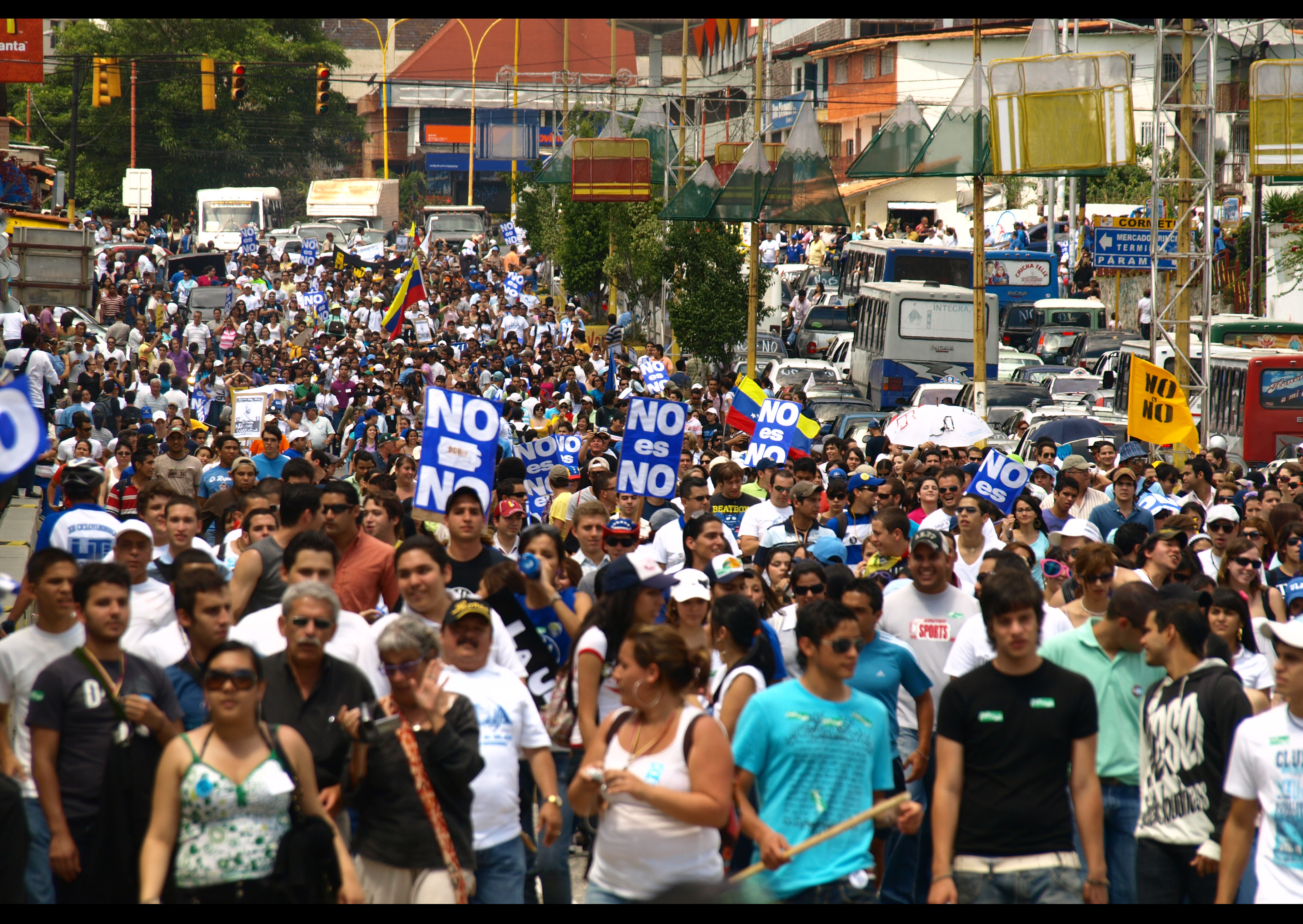
Marcha estudiantil en contra de la enmienda constitucional en Mérida.

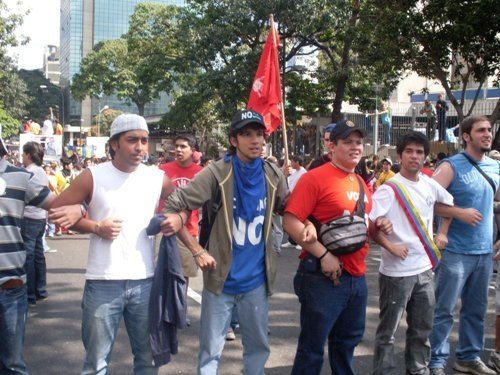
Estudiantes protestando contra el referéndum en Caracas el 19 de enero de 2009

Los opositores agrupados dentro de la coalición de Unidad Nacional, al igual que en el proceso referendario de 2007, mantienen una postura totalmente contraria a la aprobación de una enmienda sobre la extensión del período presidencial o la reelección inmediata. Uno de los primeros opositores en referirse a la posibilidad de enmienda constitucional fue Henry Ramos Allup de Acción Democrática, este aseguró que se intentarían introducir cuatro cambios constitucionales, el primero referido a la reelección, otro para crear la figura de vicepresidentes regionales, además de una tercera enmienda para darle rango constitucional a la Milicia Bolivariana y por último otorgar la facultad al Ejecutivo para designar los Magistrados del Tribunal Supremo de Justicia, así como los miembros del Poder Ciudadano, es decir, el fiscal del Ministerio Público, el defensor del Pueblo y el contralor general de la República.
El líder del principal partido opositor, Manuel Rosales de Un Nuevo Tiempo dijo que era un insulto llamar a otra elección porque "la colectividad está agobiada de tantos problemas y además por el alto costo de la vida y la inflación" y además la propuesta ya se había rechazado un año atrás. Después del anuncio oficial otros partidos opositores como Acción Democrática (AD), Primero Justicia (PJ), Copei, Podemos y el MAS, también rechazaron la propuesta. Dirigentes de La Causa Radical rechazaron la intención de reelección, por considerarla inconstitucional, aunque igualmente expresaron que la mejor forma para derrotarlo sería a través del voto y de la presencia de los ciudadanos en las calles.
El 6 de diciembre anunciaron la conformación del "Comando Nacional por el No", pero algunos de los dirigentes opositores como Omar Barboza y Julio Borges, de UNT y PJ, respectivamente señalaron que intentarían acciones judiciales por considerar anticonstitucional y antidemocrática la iniciativa de enmienda constitucional presentada por el oficialismo.
Recientemente varios actores políticos opositores han argumentado en varias conferencias de prensa y entrevistas, que el ejecutivo venezolano extiende la propuesta a los demás cargos en vista de las recientes encuestas que han revelado una total negativa al mismo y que sólo lo hace como estrategia política. Entre los partidos que se encuentran en el Bloque del No, están UNT, PJ, AD, Podemos, MIN-Unidad, LCR, ABP, MR, VDP, UNPARVE, VP, UDEMO, Piedra, REDES, PL, ML, La Plataforma, Solidaridad, USP, NFP, DR y VV.

## Encuestas

### Hinterlaces
| Fuente | Fecha de estudio | Fecha de publicación    | A favor (SI) | En contra (NO) | Indeciso/ otros |
| --- | ---------------- | ----------------------- | ------------ | -------------- | --------------- |
| El Universal                                                                                                  | Diciembre        | 10 de diciembre de 2008 | 32,0         | 62,0           | 7,0             |
| Unión Radio (enlace roto disponible en Internet Archive; véase el historial, la primera versión y la última). | Diciembre        | 6 de enero de 2009      | 32,0         | 61,0           | -               |
| Unión Radio (enlace roto disponible en Internet Archive; véase el historial, la primera versión y la última). | Enero            | 30 de enero de 2009     | 45           | 55             | -               |
| El Universal                                                                                                  | Enero (25 al 28) | 7 de febrero de 2009    | 44           | 49             | 7               |

### Datanálisis
| Fuente | Fecha de estudio | Fecha de publicación    | A favor (SI) | En contra (NO) | Indeciso/ otros |
| --- | ---------------- | ----------------------- | ------------ | -------------- | --------------- |
| La Verdad (enlace roto disponible en Internet Archive; véase el historial, la primera versión y la última).   | Noviembre        | 11 de diciembre de 2008 | 25,5         | 56,0           | 15,0            |
| El Nacional (enlace roto disponible en Internet Archive; véase el historial, la primera versión y la última). | Diciembre        | 3 de enero de 2009      | 36,20        | 53,50          | 9,8             |
| Tal Cual | Enero            | 22 de enero de 2009     | 29,7         | 52,8           | -               |
| Reuters Archivado el 31 de enero de 2009 en Wayback Machine.                                                  | Enero            | 28 de enero de 2009     | 51,5         | 48,1           | -               |

### GIS XXI
| Fuente                                                       | Fecha de estudio | Fecha de publicación    | A favor (SI) | En contra (NO) | Indeciso/ otros |
| ------------------------------------------------------------ | ---------------- | ----------------------- | ------------ | -------------- | --------------- |
| ABN                                                          | Diciembre        | 16 de diciembre de 2008 | 53,0         | 42,0           | 5,0             |
| ABN Archivado el 22 de noviembre de 2020 en Wayback Machine. | Diciembre        | 3 de enero de 2009      | 51,7         | 39,1           | -               |
| ABN                                                          | Enero            | 29 de enero de 2009     | 55,9         | 40             | 4,1             |
| YVKE Mundial                                                 | Enero (15 al 22) | 1 de febrero de 2009    | 52,9         | 40             | 7,1             |

### IVAD
| Fuente | Fecha de estudio         | Fecha de publicación | A favor (SI) | En contra (NO) | Indeciso/ otros |
| --- | ------------------------ | -------------------- | ------------ | -------------- | --------------- |
| ABN (enlace roto disponible en Internet Archive; véase el historial, la primera versión y la última).                                                                             | Diciembre (12 al 22)     | 4 de enero de 2009   | 48,07        | 42,01          | 9,92            |
| Televen | Enero                    | 18 de enero de 2009  | 48           | 43             | 9               |
| ABN | Enero (13 al 20)         | 25 de enero de 2009  | 54           | 45,9           | -               |
| YVKE Mundial | Enero (22 al 28)         | 1 de febrero de 2009 | 47,7         | 42,2           | 10              |
| ABN (enlace roto disponible en Internet Archive; véase el historial, la primera versión y la última)., Reuters Archivado el 4 de marzo de 2016 en Wayback Machine., Prensa Latina | Enero/febrero (28 al 02) | 5 de febrero de 2009 | 47,5         | 39,5           | 13              |

### Otras
| Encuestadora       | Fuente | Fecha de estudio | Fecha de publicación    | A favor (SI) | En contra (NO) | Indeciso/ otros |
| ------------------ | --- | ---------------- | ----------------------- | ------------ | -------------- | --------------- |
| Keller & Asociados | Unión Radio (enlace roto disponible en Internet Archive; véase el historial, la primera versión y la última).      | Diciembre        | 15 de diciembre de 2008 | 31,0         | 68,0           | -               |
| Consultores 21     | La Jornada (enlace roto disponible en Internet Archive; véase el historial, la primera versión y la última).       | Diciembre        | 7 de enero de 2009      | 41,80        | 56,20          | -               |
| Ceca               | Diario La Verdad (enlace roto disponible en Internet Archive; véase el historial, la primera versión y la última). | Enero            | 28 de enero de 2009     | 38,8         | 49,3           | 11,9            |
| Naorinc            | ABN | Febrero          | 6 de febrero de 2009    | 54           | 38             | 8               |

## Resultados
Los primeros resultados oficiales entregan, con un 54,36% de los votos, la victoria a la opción favorable a la enmienda. La opción del "No" por su parte, obtenía un 45,63% de los votos. El tercer Boletín emitido por el CNE el 17 de febrero de 2009 aumentó la ventaja del Sí y disminuye la abstención con respecto al primer y segundo boletín, el Sí alcanzó 6.319.636 votos (54,86%) y el No 5.198.006 votos (45,13%), con el 99,75% de actas transmitidas y una abstención de 30,08%.

### Primer boletín
Los primeros resultados oficiales los entregó el Consejo Nacional Electoral a las 21.34 (Hora Legal de Venezuela) con un 94,2% de los votos escrutados, otorgando la victoria a la opción favorable a las enmiendas (Sí) con un 54,36% de respaldo, es decir 6.003.594 votos. La opción contraria (No) obtuvo un 45,63% con 5.040.082 votos. La participación alcanzó un 67,05% del electorado.
El organismo electoral anunció que los resultados eran irreversibles, por lo que la victoria del Sí está asegurada.
| Pregunta | Opción Sí       | SI     | Opción No       | NO     | Votos Nulos | Nulos |
| -------- | --------------- | ------ | --------------- | ------ | ----------- | ----- |
| Única    | 6.003.594 votos | 54,36% | 5.040.082 votos | 45,63% | 199.041     | 1,18% |

|                        | Cifra      | %       |
| ---------------------- | ---------- | ------- |
| Censo electoral        | 16.767.511 | 100%    |
| Total votos escrutados | 11.242.717 | 67,05%  |
| Total votos válidos    | 11.043.676 | 65,86 % |
| Total votos inválidos  | 199.041    | 1,18%   |
| Abstención             | 5.524.894  | 32,95%  |

### Segundo boletín
El segundo boletín fue emitido por el CNE el 16 de febrero de 2009 a las 16:18 con el 99,57% de actas transmitidas y 11.710.740 votos escrutados, el Sí (A favor de aprobar la enmienda) alcanzó 6.310.482 votos (54,85%) y el No (en contra de la enmienda) 5.193.839 votos (45,14%), la abstención según este segundo Boletín fue de 29,67%.
| Pregunta | Opción Sí       | SI      | Opción No       | NO     | Votos Nulos | Nulos |
| -------- | --------------- | ------- | --------------- | ------ | ----------- | ----- |
| 'Única   | 6.310.482 votos | 54,85'% | 5.193.839 votos | 45,14% | 206.419     | 1,23% |

|                        | Cifra      | %      |
| ---------------------- | ---------- | ------ |
| Censo electoral        | 16.767.511 | 100%   |
| Total votos escrutados | 11.710.740 | 69,84% |
| Total votos válidos    | 11.501.321 | 68,59  |
| Total votos inválidos  | 206.419    | 1,23%  |
| Abstención             | 4.974.921  | 29,67% |

### Tercer boletín
El tercer boletín fue emitido por el CNE el 17 de febrero de 2009 con el 99,75% de actas transmitidas y 11.724.224 votos escrutados, el Sí (A favor de aprobar la enmienda) alcanzó 6.319.636 votos (54,86%) y el No (en contra de la enmienda) 5.198.006 votos (45,13%), la abstención según este tercer Boletín se situó en 30,08%.
| Pregunta | Opción Sí       | SI      | Opción No       | NO     |
| -------- | --------------- | ------- | --------------- | ------ |
| Única    | 6.319.636 votos | 54,86'% | 5.198.006 votos | 45,13% |

## Reacciones

### Reacción de Chávez
El presidente Hugo Chávez, una vez anunciados los resultados, se dirigió al país en cadena nacional de radio y televisión desde el Palacio de Miraflores frente a una multitud de sus seguidores, a los que agradeció el respaldo que dieron a la opción del Sí, además anunció su precandidatura a las elecciones presidenciales para el periodo 2013-2019:

"Que vea el mundo como brilla la luz del pueblo de Simón Bolívar" (...) "Aquí estoy parado firme. Mándenme el pueblo, que yo sabré obedecerle. Soldado soy del pueblo, ustedes son mi jefe" (...) A menos que Dios o el pueblo dispongan otra cosa, este soldado es ya precandidato a la Presidente de la República para el período 2013-2019. ¡Preparen a sus currutacos!" (...) "Yo sabía que ustedes no me iban a fallar, y yo no les voy a fallar" (...) "Ustedes han escrito mi destino político, que es lo mismo que el destino de mi vida. Yo quiero decirles que lo asumo con plenitud en el alma y el espíritu".

En diversas ciudades del país los seguidores del oficialismo realizaron caravanas, marchas y celebraciones una vez conocidos los resultados preliminares, en la ciudad de Caracas se realizaron actividades en Avenidas como la Universidad, Baralt, Urdaneta, Sucre, San Martín, Bolívar, Francisco de Miranda y Libertador.

### Reconocimiento de los resultados
El movimiento estudiantil opositor y diversos partidos de la oposición reconocieron los resultados del CNE. Sin embargo, denunciaron el ventajismo de las fuerzas que apoyaban el si, Omar Barboza por Un Nuevo Tiempo, Tomás Guanipa, dirigente de Primero Justicia, Ismael García por PODEMOS, Freddy Guevara concejal metropolitano, y David Smolansky de la Universidad Católica Andrés Bello entre otras figuras opositoras reconocieron los resultados.

"Somos demócratas, reconocemos los resultados que fueron influenciados por el ventajismo” (...) "se debe dar la cara ante el país y expresar (...) que hemos competido y que ellos han sacado más votos que los obtenidos por nosotros y eso tenemos que reconocerlo"
Omar Barboza, dirigente del partido opositor Un Nuevo Tiempo.